# Happy Caldwell
Pour les articles homonymes, voir Caldwell.
Happy Caldwell (25 juillet 1903 - 29 décembre 1978) est un saxophoniste ténor et clarinettiste de jazz américain.
Le cornettiste Rex Stewart voyait en lui « une influence sans précédent sur le saxophone ténor » et Coleman Hawkins a souligné qu'il « jouait comme un fou ».

## Biographie
Albert Caldwell est né à Chicago dans l'Illinois aux États-Unis le 25 juillet 1903, et est mort le 29 décembre 1978 à New York.
Son surnom « Happy » date de l'époque où il étudiait la pharmacie.

## Formation
Caldwell commence à jouer de la clarinette à l'âge de 16 ans, dans la Eighth Illinois Regimental Band et, peu après, dans un orchestre de l'armée.
Son cousin, le clarinettiste et saxophoniste Buster Bailey lui donne quelques leçons après qu'il a quitté l'armée.

## Carrière
Happy Caldwell commence à jouer professionnellement avec l'orchestre de Bernie Young au début des années 1920 à Chicago, où il enregistre pour la première fois en 1923,.
À cette époque, il commence également à jouer du saxophone ténor.
Au milieu des années 1920, il joue avec les Jazz Hounds de Mamie Smith, les Syncopaters de Bobby Brown, Elmer Snowden, Billy Fowler, Thomas Morris, Willie Gant et Cliff Jackson,. En 1929, il apparaît sur le disque Knockin' A Jug de Louis Armstrong avec les Rhythmmakers de Jack Bland,.
Dans les années 1930, Caldwell joue avec Vernon Andrade, Tiny Bradshaw et Louis Metcalf, et dirige au milieu de la décennie son propre groupe, les Happy Pals. En 1939, d'après Kenny Clarke, Caldwell dirige un petit groupe dans une arrière salle du fameux nightclub Minton à New York, puis il s'installe à Philadelphie où il met en veilleuse la direction du groupe pour jouer avec Eugene Slappy & His Swingsters et Charlie Gaines,.
Il revient à New York et monte un nouvel ensemble dans les années 1940, continuant à travailler pendant plusieurs décennies dans des clubs comme Small's Paradise (1950-1953) et le Rockland Palace,.
Il joue ensuite avec le chanteur de blues Jimmy Rushing, et apparaît dans les années 1970 dans des tournées internationales.

## Accueil critique
Pour Gunther Schuller, Happy Caldwell était un soliste inégal mais il pouvait à l'occasion produire de solides solos dans le grand style de Coleman Hawkins. Un de ses meilleurs solos se trouve, pour Schuller, sur le Sheik of Araby.